# Aoi Shiro
Aoi Shiro (アオイシロ?) è una visual novel giapponese prodotta da Success Corporation per PlayStation 2 il 5 aprile 2008 e distribuita successivamente per Microsoft Windows con contenuti extra.
Il 28 aprile 2009 è stata prodotta un'edizione a prezzo ridotto, inclusa in SuperLite 2000 Series.

## Trama
Aoi Shiro è un gioco d'avventura ambientato sia nel mondo reale che in un mondo mitologico. Aoi Shiro è il secondo di una serie di visual novel yuri per PS2 prodotti da Success e prende luogo nello stesso universo del suo predecessore, Akai Ito.
Il Club di Kendo dell'Accademia femminile Seijou sta viaggiando per Shoushinji per un campo d'allenamento estivo. Lì vicino c'è un'isola, Urashima, dove molto tempo fa è avvenuto uno sterminio di demoni. Arrivano nel periodo di una festività che onora un dio adorato dalla gente di Urashima, celebra l'onitaiji e assicura un altro anno di salute per le persone. Nel periodo del festival, il clima vicino a Urashima peggiora e arriveranno delle tempeste.
Pochi giorni dopo l'inizio del campo d'allenamento estivo Osanai Syouko trova una ragazza sulle rive del mare che non può parlare e non sembra sapere chi sia. La storia di Aoi Shiro varia notevolmente in base alle decisioni del giocatore, che non solo influenzano lo svolgimento della storia, ma anche il finale il giocatore ottiene, molti dei quali suggeriscono sentimenti romantici tra i personaggi femminili.

## Personaggi
Osanai Syouko (小山内 梢子?)
Doppiatore: Noriko Hidaka
La protagonista del gioco, una studentessa del secondo anno della Seijou Academy. Il suo soprannome è "Osa". È benvoluta, asso della squadra di kendo di cui prende il ruolo di capitano dopo che il precedente si è ritirato. Essendo una persona seria e laboriosa spesso riceve degli scherzi.
Aizawa Yasumi (相沢 保美?)
Doppiatore: Yamaguchi Rikako
Una studentessa del primo anno della Seijou Academy, Yasumi è una ragazza delicata manager della squadra di kendo. Anche se non ha nessuna malattia particolare, è molto meno resistente delle persone normali, per questo ha difficoltà a eseguire gli esercizi. D'altra parte, è estremamente determinata e diligente sul suo lavoro di manager, e fa del suo meglio per contribuire al successo della squadra. Momoko e un paio d'altre persone la chiamano affettuosamente "Zawacchi" che viene dal "zawa" del suo cognome, Aizawa. Ha una cotta per Syouko su cui spesso Momoko scherza.
Nami (ナミ?)
Doppiatore: Rina Satō
La giovane ragazza trovata sulla riva del mare vicino al campo di addestramento. Sembra avere tra i 10 e i 12 anni. Comunque, il suo nome e la sua età sono sconosciuti. Quando si sveglia dopo essere stata trovata da Yasumi e Syouko, si scopre che non riesce a parlare. Nonostante questo, riesce a comunicare con le espressioni facciali che gli danno un aspetto tenero e infantile. Si affeziona particolarmente a Yasumi e Syouko.
Kaya (カヤ?)
Doppiatore: Kaori Shimizu
L'ex capitano della squadra di kendo della Seijou Academy e la cugina della madre di Syouko.
Kyan Migiwa (喜屋武 汀?)
Doppiatore: Ayumi Fujimura
Una giovane ragazza con una luminosa e spensierata personalità che sta a Shoushinji, il luogo del campo di allenamento. Arriva prima di Syouko e gli altri. All'inizio, Syouko è affascinata dalla sua bellezza e dai suo vestiti. Comunque, quando Migiwa mostra la sua arroganza, Syouko cambia velocemente idea e la classifica come una ragazza con cui è difficile avere a che fare.
Kohaku (コハク?)
Doppiatore: Mizusawa Kei
Una persona misterioso e con una presenza dignitosa. L'occhio sinistro di Kohaku è sempre chiuso.
Akita Momoko (秋田 百子?)
Doppiatore: Ookubo Aiko
Amica e compagna di stanza di Yasumi. Momoko è una ragazza energica che ama giocare scherzi. Anche se ha iniziato il kendo solo alla scuola superiore, mostra un grande potenziale, nonostante si sia allenata per meno di metà anno. A causa della sua naturale abilità atletica, forte determinazione e forza di volontà, molti la vedono come il prossimo asso del kendo.
Sakurai Ayashiro (桜井 綾代?)
Doppiatore: Yoshinari Yuki
L'ex capitano della squadra di kendo le ha dato il soprannome di Hime (principessa), è molto gentile e proviene da una famiglia benestante che l'ha protetta nella sua educazione.

## Sviluppo

### Pubblicazione
Success annunciò lo sviluppo di una nuova visual novel nell'agosto del 2006, due anni dopo l'uscita della sua precedente visual novel Akai Ito. Il gioco è uscito prima per PlayStation 2 il 5 aprile 2008. Fu annunciato successivamente che Aoi Shiro sarebbe uscito per Microsoft Windows il 21 novembre 2008, una demo gratuita di Aoi Shiro for Windows divenne disponibile per il download sul sito ufficiale di Succes il 3 ottobre 2008. Aoi Shiro for Windows è stato il secondo nella top vendite nella prima settimana di distribuzione in Giappone. Un'edizione a prezzo ridotto, inclusa nel Success' SuperLite 2000 Series, è stata pubblicata il 28 aprile 2009 per PlayStation 2. Il 18 settembre 2009 è uscita una patch Inglese non ufficiale per la versione PC di Aoi Shiro.

## Media

### Manga
Aoi Shiro ha due adattamenti manga. Aoishiro - Waltz of the Blue Castle (アオイシロ-青い城の円舞曲?) è stato scritto da Fumotogawa Tomoyuki e disegnato da Edoya Pochi è stato prima pubblicato in Comic Yuri Hime nel 2008 e successivamente pubblicato in un Tankōbon. La storia si svolge prima dell'inizio del gioco e si focalizza sulla relazione tra Momoko e Yasumi quando diventano compagne distanza alla Seijou Girls Academy.
Una seconda versione manga di Aoi Shiro intitolata Aoishiro - Kaeishou (アオイシロ -花影抄?) è stata pubblicata in Comic Rush scritta sempre da Fumotogawa Tomoyuki ma disegnata da Katase Yu. Tre Tankōbon sono usciti in Giappone tra il 7 gennaio e il 6 ottobre 2008, pubblicati da Jive, Questa versione segue la storia del videogioco e si focalizza sul percorso di Nami.

### Web novel
Una web novel gratuita di Aoi Shiro è stata pubblicata sul sito ufficiale di Aoi Shiro,, Aoi Shiro official website. Segue una delle storie accessibili giocando il percorso di Yasumi nel videogioco. È stata tradotta non ufficialmente in Inglese nel 2008.

### Internet radio show
Un Internet radio show usato per promuovere il videogioco è stato in origine trasmesso dal 1º marzo al 12 ottobre 2008 sulla stazione radio Galge, Lo show, in onda bisettimanalmente, aveva come ospiti Yamaguchi Rikako e Ookubo Aiko, che davano rispettivamente la voce a Yasumi e Momoko nel videogioco.